# Radès
Radès (in arabo رادس) è una città portuale della Tunisia, appartenente al Governatorato di Ben Arous. Situata a 9 km a sud-est di Tunisi, viene perlopiù considerata un sobborgo della capitale tunisina. Si divide nei seguenti quartieri: Radès Medina, Radès Méliane, Rades Forêt, Chouchet Radès, El Malleha, Noubou e la Città Olimpica.

## Storia
Dall'inizio della conquista musulmana del Maghreb, la città di Radès fu dotata di un ribāṭ, da tempo scomparso, dove sorse il villaggio di cui si parla nell'XI secolo e che sembra essere stato dotato di un porto da allora.
La località crebbe poi rapidamente e si estese alla spiaggia e alle colline circostanti durante il XIX secolo.

## Porto
Sono presenti strutture appartenenti al porto di Tunisi.

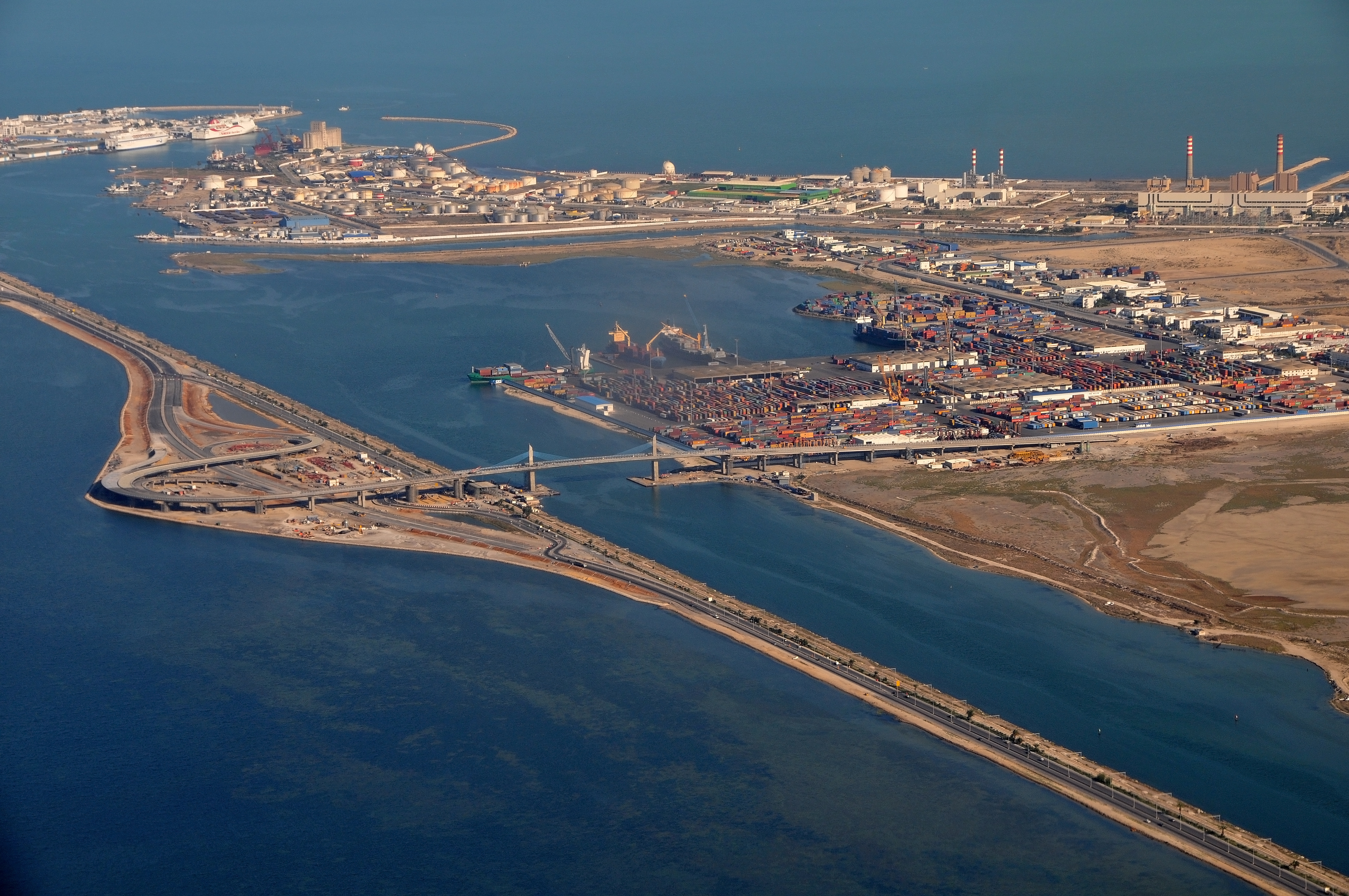
Porto
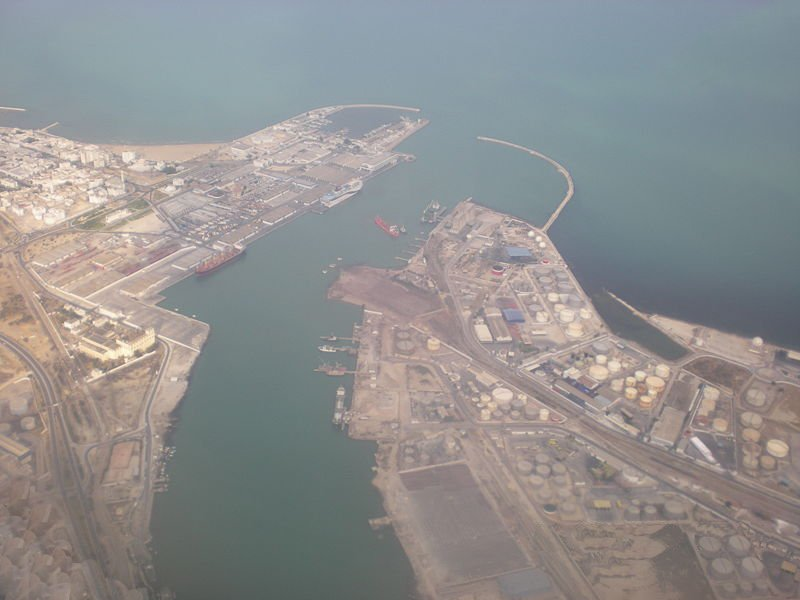
Porto

## Sport
Vi si trova lo Stadio Olimpico, che può contenere 65.000 spettatori. Costruito nel 2001 in occasione dei Giochi del Mediterraneo, ospita le partite della Nazionale maggiore di calcio.
Ha ospitato il Campionato africano maschile di pallacanestro 2015 ed anche la successiva edizione del 2017 nella struttura del Palazzo Omnisport di Radès costruito nel 2005.